# Sakura Numata
Sakura Numata (jap. 沼田 さくら Numata Sakura; ur. 24 lipca 1989 w Sendai, w Japonii) – japońska siatkarka grająca na pozycji środkowej. Obecnie występuje w drużynie Pioneer Red Wings.